# Alexander Camerarius

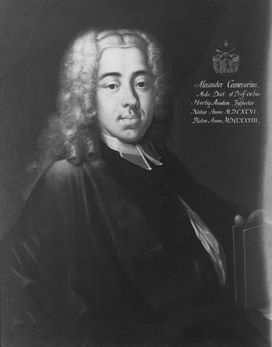
Alexander Camerarius auf einem Gemälde in der Tübinger Professorengalerie

Alexander Camerarius, auch Camerer  (* 3. Februar 1696 in Tübingen; † 17. November 1736 ebenda) war ein deutscher Mediziner, Professor, Rektor und Inspektor des Botanischen Gartens der Universität Tübingen.

## Leben
Camerarius war ein Sohn des Mediziners und Botanikers Rudolf Jacob Camerarius (1665–1721) und dessen Frau Christina Magdalena (geborene Crafft, 1670–1727). Er immatrikulierte sich 1710 an der Universität Tübingen und studierte dort von 1713 bis 1717 Medizin. 1717 wurde er zum Dr. med. promoviert und erhielt den Titel und Rang eines außerordentlichen Professors für Medizin. 1720 wurde er dem Professor für Anatomie und Chirurgie Johann Zeller mit der Versprechung, dessen Nachfolger zu werden (cum spe successionis), mit halber Besoldung adjungiert. 1722–1736 war er ordentlicher Professor für Medizin (Theorie und Praxis) und auch Aufseher des Botanischen Gartens. 1724/25 und 1729 war er Rektor der Universität Tübingen sowie 1731–1734 Supremus Deputatus. Sein Porträt hängt in der Tübinger Professorengalerie. Am 17. April 1719 wurde er mit dem Beinamen Hector IV. zum Mitglied (Matrikel-Nr. 336) der Leopoldina gewählt.
Er war seit 1720 mit Clara Hedwig Zeller, der Tochter des Mediziners Johann Gottfried Zeller, verheiratet.